# Persone di cognome Dunn
| Questa pagina contiene informazioni ricavate automaticamente dalle voci biografiche con l'ausilio del template Bio e di un bot. L'aggiornamento è periodico e automatico e ricostruisce completamente la pagina. Se manca una persona in questa lista, sei pregato di non aggiungerla, ma accertati piuttosto che la sua voce biografica contenga il template Bio e che i dati anagrafici siano correttamente compilati. Se il template Bio manca, inseriscilo tu stesso o, in alternativa, metti l'avviso {{tmp\|Bio}} che ne segnala la mancanza. Se i dati riportati sono sbagliati, correggi direttamente la voce biografica; le modifiche saranno visibili in questa lista entro pochi giorni. Per chiarimenti vedi il progetto antroponimi. La lista contiene solo le 69 persone che sono citate nell'enciclopedia e per le quali è stato implementato correttamente il template Bio. Pagina aggiornata al 23 giu 2025. |

Questa è una lista di persone presenti nell'enciclopedia che hanno il cognome Dunn, suddivise per attività principale.

## Allenatori di calcio(2)
- David Dunn, allenatore di calcio e ex calciatore inglese (Great Harwood, n. 1979)
- Robert Dunn, allenatore di calcio, ex calciatore e ex giocatore di calcio a 5 australiano (Paisley, n. 1960)

## Allenatrici di pallacanestro(1)
- Lin Dunn, allenatrice di pallacanestro statunitense (Dresden, n. 1947)

## Arcivescovi cattolici(1)
- Brian Joseph Dunn, arcivescovo cattolico canadese (Saint John's, n. 1955)

## Attori(12)
- Bobby Dunn, attore statunitense (Milwaukee, n. 1890 - Hollywood, † 1937)
- Clive Dunn, attore, comico e artista inglese (Londra, n. 1920 - Algarve, † 2012)
- Colton Dunn, attore e scrittore statunitense (Normal, n. 1977)
- Eddie Dunn, attore statunitense (Brooklyn, n. 1896 - Hollywood, † 1951)
- Teddy Dunn, attore statunitense (n. 1981)
- Ian Dunn, attore britannico (Wednesbury, n. 1965)
- Jackson A. Dunn, attore statunitense (San Diego, n. 2003)
- James Dunn, attore statunitense (New York, n. 1901 - Santa Monica, † 1967)
- Kevin Dunn, attore statunitense (Chicago, n. 1956)
- Liam Dunn, attore statunitense (New Jersey, n. 1916 - Los Angeles, † 1976)
- Michael Dunn, attore e cantante statunitense (Shattuck, n. 1934 - Londra, † 1973)
- Will Dunn, attore britannico (Hampshire, n. 1996)

## Attrici(5)
- Emma Dunn, attrice statunitense (Cheshire, n. 1874 - Los Angeles, † 1966)
- Josephine Dunn, attrice statunitense (New York, n. 1906 - Thousand Oaks, † 1983)
- Nora Dunn, attrice statunitense (Chicago, n. 1952)
- Trieste Kelly Dunn, attrice statunitense (Utah, n. 1981)
- Irene Dunne, attrice e cantante statunitense (Louisville, n. 1898 - Los Angeles, † 1990)

## Bassisti(2)
- Donald Dunn, bassista, produttore discografico e cantautore statunitense (Memphis, n. 1941 - Tokyo, † 2012)
- Trevor Dunn, bassista statunitense (Eureka, n. 1968)

## Batteristi(1)
- Geoff Dunn, batterista, cantante e compositore britannico (Londra, n. 1961)

## Calciatori(2)
- Arthur Dunn, calciatore inglese (Whitby, n. 1860 - Ludgrove, † 1902)
- James Dunn, calciatore scozzese (Glasgow, n. 1900 - † 1963)

## Calciatrici(1)
- Crystal Dunn, calciatrice statunitense (New Hyde Park, n. 1992)

## Cantanti(2)
- Holly Dunn, cantante statunitense (San Antonio, n. 1957 - Albuquerque, † 2016)
- Jason Dunn, cantante canadese (n. 1982)

## Cestisti(7)
- Kris Dunn, cestista statunitense (Montville, n. 1994)
- Pat Dunn, cestista statunitense (n. 1931 - Chicago, † 1975)
- T.R. Dunn, ex cestista e allenatore di pallacanestro statunitense (Birmingham, n. 1955)
- Alex Dunn, ex cestista statunitense (Sioux Rapids, n. 1982)
- Jhonathan Dunn, cestista statunitense (San Antonio, n. 1998)
- LaceDarius Dunn, cestista statunitense (Monroe, n. 1987)
- Ryan Dunn, cestista statunitense (Baldwin, n. 2003)

## Compositori(1)
- Kyle Bobby Dunn, compositore canadese (Ontario, n. 1986)

## Diplomatici(1)
- James Clement Dunn, diplomatico statunitense (Newark, n. 1890 - West Palm Beach, † 1979)

## Discoboli(1)
- Gordon Dunn, discobolo e pesista statunitense (Portland, n. 1912 - San Francisco, † 1964)

## Giocatori di badminton(1)
- Alexander Dunn, giocatore di badminton britannico (Bellshill, n. 1998)

## Giocatori di baseball(1)
- Adam Dunn, ex giocatore di baseball statunitense (Houston, n. 1979)

## Giocatori di football americano(3)
- Jimmy Conzelman, giocatore di football americano e allenatore di football americano statunitense (St. Louis, n. 1898 - St. Louis, † 1970)
- Red Dunn, giocatore di football americano statunitense (Milwaukee, n. 1901 - Milwaukee, † 1957)
- Warrick Dunn, ex giocatore di football americano statunitense (Baton Rouge, n. 1975)

## Giocatori di snooker(1)
- Mike Dunn, giocatore di snooker inglese (Middlesbrough, n. 1971)

## Informatici(1)
- John Dunn, programmatore, compositore e artista statunitense (Filadelfia, n. 1943 - Fort Worth, Texas, † 2018)

## Lottatrici(1)
- Maria Dunn, lottatrice statunitense (Tamuning, n. 1986)

## Modelle(1)
- Jourdan Dunn, supermodella inglese (Londra, n. 1990)

## Musicisti(2)
- Jeffrey Dunn, musicista inglese (Newcastle upon Tyne, n. 1961)
- Wisp, musicista statunitense (New York)

## Nuotatori(1)
- Matthew Dunn, ex nuotatore australiano (Leeton, n. 1973)

## Pattinatori artistici su ghiaccio(1)
- Jack Dunn, pattinatore artistico su ghiaccio britannico (Royal Tunbridge Wells, n. 1917 - Hollywood, † 1938)

## Personaggi televisivi(1)
- Ryan Dunn, personaggio televisivo statunitense (Medina, n. 1977 - West Goshen Township, † 2011)

## Pittori(1)
- Harvey Thomas Dunn, pittore statunitense (n. 1884 - † 1952)

## Poeti(1)
- Stephen Dunn, poeta statunitense (New York, n. 1939 - Frostburg, † 2021)

## Politiche(1)
- Anita Dunn, politica e funzionaria statunitense (n. 1958)

## Politici(1)
- Neal Dunn, politico statunitense (New Haven, n. 1953)

## Politologi(1)
- John Dunn, politologo britannico (n. 1940)

## Scenografe(1)
- Beverley Dunn, scenografa australiana

## Sciatrici alpine(1)
- Katie Dunn, ex sciatrice alpina canadese (n. 1978)

## Scrittori(1)
- Mark Dunn, scrittore statunitense (Memphis, n. 1956)

## Scrittrici(1)
- Katherine Dunn, scrittrice statunitense (Garden City, n. 1945 - Portland, † 2016)

## Soprani(1)
- Susan Dunn, soprano statunitense (Malvern, n. 1954)

## Tastieristi(1)
- Larry Dunn, tastierista, produttore discografico e scrittore statunitense (Denver, n. 1953)

## Teologi(1)
- James Dunn, teologo e predicatore britannico (Birmingham, n. 1939 - † 2020)

## Tuffatrici(1)
- Velma Dunn, tuffatrice statunitense (n. 1918 - † 2007)

## Velociste(1)
- Debbie Dunn, velocista statunitense (n. 1978)

## Velocisti(1)
- Jarryd Dunn, velocista britannico (n. 1992)

## Vescovi cattolici(1)
- Patrick James Dunn, vescovo cattolico neozelandese (Londra, n. 1950)